# Madaje Stare
Madaje Stare – wieś w Polsce położona w województwie łódzkim, w powiecie poddębickim, w gminie Dalików. Do 2007 roku nosiła nazwę Stare Madaje.
W latach 1975–1998 miejscowość administracyjnie należała do województwa sieradzkiego.